# Aglaonema tricolor
Aglaonema tricolor là một loài thực vật có hoa trong họ Ráy (Araceae). Loài này được Jervis mô tả khoa học đầu tiên năm 1980.